# Liste des monuments aux morts dans le Calvados
Pour un article plus général, voir Liste d'œuvres d'art public dans le Calvados.
Cet article vise à recenser les monuments aux morts dans le Calvados, en France.
Le Manoir a la particularité de ne pas avoir de monument aux morts, elle fait partie des rarissimes communes françaises qui ne déplorent aucun habitant tué lors des conflits.

## Liste
Les monuments sont classés par ordre alphabétique de communes, ou anciennes communes. Si une commune possède plusieurs monuments, ils sont classés par ordre chronologique des conflits commémorés.
| Œuvre | Auteur                                                           | Commune                                   | Localisation | Notes | Installation    | Coordonnées                        | Illustration |
| --- | ---------------------------------------------------------------- | ----------------------------------------- | --- | --- | --------------- | ---------------------------------- | --- |
| Monument aux morts | À déterminer                                                     | Ablon                                     | Rue des Lilas, près de l'église Saint-Pierre-ès-Liens                                                                          | | À déterminer    | 49° 23′ 33″ nord, 0° 17′ 50″ est   | Image manquante |
| Monument aux morts | À déterminer                                                     | Acqueville                                | Dans le cimetière, à côté de l'église Saint-Aubin                                                                              | | À déterminer    | à géolocaliser                     | Monument aux morts |
| Monument aux morts | À déterminer                                                     | Agy                                       | Intersection de la route de Campigny (RD 207) et de la rue de l'Église (VC 201), à côté de l'église Saint-Vigor                | | À déterminer    | 49° 14′ 22″ nord, 0° 45′ 52″ ouest | Monument aux morts d'Agy |
| Monument aux morts | À déterminer                                                     | Aignerville                               | Intersection de la route des Trois Moulins (RD 198) et de la rue des Monts, dans le cimetière, à côté de l'église Saint-Pierre | | À déterminer    | 49° 19′ 12″ nord, 0° 55′ 15″ ouest | Monument aux morts d'Aignerville |
| Monument aux morts | À déterminer                                                     | Aignerville                               | Dans l'église Saint-Pierre | Plaque. | À déterminer    | à géolocaliser                     | Monument aux morts |
| Monument aux morts | À déterminer                                                     | Airan                                     | Rue des Moulins (RD 43), en face de l'église Saint-Germain                                                                     | | À déterminer    | 49° 06′ 05″ nord, 0° 09′ 10″ ouest | Image manquante |
| Monument aux morts | Copie d'après Prosper Lecourtier                                 | Amayé-sur-Orne                            | Sur la place de l'Église | | À déterminer    | 49° 05′ 09″ nord, 0° 26′ 21″ ouest | Monument aux morts d'Amayé-sur-Orne |
| Monument aux morts | À déterminer                                                     | Amblie                                    | Dans le cimetière, à côté de l'église Saint-Pierre                                                                             | | À déterminer    | à géolocaliser                     | Image manquante |
| Monument aux morts | À déterminer                                                     | Amfreville                                | Dans le cimetière | | À déterminer    | à géolocaliser                     | Image manquante |
| Monument aux morts | À déterminer                                                     | Anctoville                                | Dans le cimetière | | À déterminer    | à géolocaliser                     | Image manquante |
| Monument aux morts de 1914-1918 | À déterminer                                                     | Angerville                                | Dans l'église Saint-Léger | Plaque. | À déterminer    | à géolocaliser                     | Image manquante |
| Monument aux morts de 1914-1918 | À déterminer                                                     | Angoville                                 | Sur un mur de la mairie | Plaque. | À déterminer    | à géolocaliser                     | Image manquante |
| Monument aux morts | À déterminer                                                     | Anguerny                                  | Dans le cimetière, au chevet de l'église Saint-Martin                                                                          | | À déterminer    | à géolocaliser                     | Image manquante |
| Monument aux morts canadiens en juin 1944                                                                                               | À déterminer                                                     | Anguerny                                  | À déterminer | Commémore les soldats du Régiment de la Chaudière. | 1990            | à géolocaliser                     | Monument aux morts canadiens en juin 1944                                                                                               |
| Monument aux morts | À déterminer                                                     | Anisy                                     | Dans le cimetière | | À déterminer    | à géolocaliser                     | Monument aux morts |
| Monument aux morts | À déterminer                                                     | Annebault                                 | Au bord de la RD 45 | | À déterminer    | à géolocaliser                     | Image manquante |
| Monument aux morts | À déterminer                                                     | Arganchy                                  | À côté de l'église Sainte-Radegonde                                                                                            | | À déterminer    | à géolocaliser                     | Image manquante |
| Monument aux morts | Gabriel Chauvière                                                | Argences                                  | Sur la place de la République                                                                                                  | | À déterminer    | à géolocaliser                     | Monument aux morts |
| Monument aux morts | À déterminer                                                     | Arromanches-les-Bains                     | Dans le cimetière | | À déterminer    | à géolocaliser                     | Image manquante |
| Monument aux morts | À déterminer                                                     | Asnelles                                  | À déterminer | | À déterminer    | à géolocaliser                     | Monument aux morts |
| Monument aux morts | À déterminer                                                     | Auberville                                | Intersection de la RD 513 et du chemin du Monument                                                                             | | À déterminer    | à géolocaliser                     | Monument aux morts |
| Monument aux morts | À déterminer                                                     | Aubigny                                   | Dans le cimetière | | À déterminer    | à géolocaliser                     | Image manquante |
| Monument aux morts | À déterminer                                                     | Audrieu                                   | Sur la façade de la mairie | | À déterminer    | à géolocaliser                     | Image manquante |
| Monument aux morts | À déterminer                                                     | Aunay-sur-Odon                            | À déterminer | | À déterminer    | à géolocaliser                     | Image manquante |
| Monument aux morts | À déterminer                                                     | Aunay-sur-Odon                            | Dans l'église | Plaques. | À déterminer    | à géolocaliser                     | Image manquante |
| Monument aux morts | À déterminer                                                     | Auquainville                              | À déterminer | | À déterminer    | à géolocaliser                     | Image manquante |
| Monument aux morts | À déterminer                                                     | Authie                                    | Dans le cimetière | | À déterminer    | à géolocaliser                     | Monument aux morts |
| Monument aux morts du 7 juin 1944 | À déterminer                                                     | Authie                                    | Sur la place des Canadiens | Commémore les soldats du North Nova Scotia Highlanders. | 2004            | à géolocaliser                     | Image manquante |
| Monument aux morts | À déterminer                                                     | Auvillars                                 | Dans le cimetière | | À déterminer    | à géolocaliser                     | Image manquante |
| Monument aux morts | À déterminer                                                     | Avenay                                    | À déterminer | | À déterminer    | à géolocaliser                     | Monument aux morts |
| Monument aux morts | Henri Joseph Désiré Bouet et Oscar-Ferdinand D'Haëse             | Balleroy                                  | Sur la place du Marché, devant la mairie                                                                                       | | 1921            | 49° 10′ 52″ nord, 0° 50′ 18″ ouest | Monument aux morts de Balleroy |
| Monument aux morts | À déterminer                                                     | Balleroy                                  | Dans l'église Saint-Martin | | À déterminer    | à géolocaliser                     | Monument aux morts |
| Monument aux morts | À déterminer                                                     | Banneville-la-Campagne                    | À côté de la mairie | | À déterminer    | à géolocaliser                     | Monument aux morts |
| Monument aux morts | À déterminer                                                     | Banneville-sur-Ajon                       | Dans le cimetière | | À déterminer    | à géolocaliser                     | Image manquante |
| Monument aux morts | À déterminer                                                     | Banville                                  | Sur la place Pierre Bianquis                                                                                                   | | À déterminer    | à géolocaliser                     | Image manquante |
| Monument aux morts | À déterminer                                                     | Barbery                                   | À déterminer | | 1921            | à géolocaliser                     | Image manquante |
| Monument aux morts de Barbeville et de Cussy                                                                                            | À déterminer                                                     | Barbeville                                | Dans l'église Saint-Martin | Plaque. | À déterminer    | à géolocaliser                     | Image manquante |
| Monument aux morts | À déterminer                                                     | Barneville-la-Bertran                     | Dans le cimetière, à côté de l'église Saint-Jean-Baptiste                                                                      | | À déterminer    | à géolocaliser                     | Monument aux morts |
| Monument aux morts | À déterminer                                                     | Baron-sur-Odon                            | À déterminer | | À déterminer    | à géolocaliser                     | Image manquante |
| Monument aux morts de 1914-1918 | À déterminer                                                     | Barou-en-Auge                             | Dans l'église Saint-Martin | Plaque. | À déterminer    | à géolocaliser                     | Image manquante |
| Monument aux morts | À déterminer                                                     | Basly                                     | Sur la place Bud Hannam (anciennement place de l'Église)                                                                       | | À déterminer    | 49° 16′ 44″ nord, 0° 25′ 26″ ouest | Monument aux morts de Basly |
| Monument aux morts | À déterminer                                                     | Basseneville                              | À côté de l'église Notre-Dame                                                                                                  | | À déterminer    | 49° 12′ 34″ nord, 0° 09′ 09″ ouest | Monument aux Morts de Basseneville |
| Monument aux morts de 1914-1918 | À déterminer                                                     | Bauquay                                   | Dans l'église Saint-Mathieu | Plaque. | À déterminer    | à géolocaliser                     | Image manquante |
| Monument aux morts de 1914-1918 | À déterminer                                                     | Bavent                                    | Dans l'église Saint-Hilaire | Plaque. | À déterminer    | à géolocaliser                     | Image manquante |
| Monument aux enfants de l'arrondissement morts aux armées (d) (monument aux morts de 1870-1871),                                        | Arthur Le Duc                                                    | Bayeux                                    | Sur le rond-point de la rue des Terres et de la RD 96 (rue de la Poterie et rue de Verdun)                                     | Le bas-relief sur le piédestal représente Septime Le Pippre. | 1908            | 49° 16′ 31″ nord, 0° 42′ 32″ ouest | Monument aux morts de 1870-1871 de Bayeux                                                                                               |
| Monument aux morts | Eugène Bénet                                                     | Bayeux                                    | Intersection de la rue Saint-Quentin (RD 12B) et de l'avenue de la Vallée-des-Prés (RD 6C)                                     | | À déterminer    | 49° 16′ 51″ nord, 0° 42′ 09″ ouest | Monument aux morts de Bayeux |
| Monument aux morts de 1914-1918 | À déterminer                                                     | Bayeux                                    | Dans la cathédrale Notre-Dame                                                                                                  | | À déterminer    | à géolocaliser                     | Monument aux morts de 1914-1918 |
| Monument aux morts britanniques de 1914-1918                                                                                            | Reginald Hallward (en)                                           | Bayeux                                    | Dans la cathédrale Notre-Dame                                                                                                  | | 1925            | à géolocaliser                     | Monument aux morts britanniques de 1914-1918                                                                                            |
| Monument aux morts de 1939-1945 | À déterminer                                                     | Bayeux                                    | Dans la cathédrale Notre-Dame                                                                                                  | | À déterminer    | à géolocaliser                     | Monument aux morts de 1939-1945 |
| Monument aux soldats de la 56e brigade d'infanterie                                                                                     | À déterminer                                                     | Bayeux                                    | Dans la cathédrale Notre-Dame                                                                                                  | Commémore les soldats de la 56e brigade d'infanterie. | À déterminer    | à géolocaliser                     | Monument aux soldats de la 56e brigade d'infanterie                                                                                     |
| Monument aux déportés et fusillés, résistants de Bayeux et du Bessin                                                                    | Ulysse Gémignani                                                 | Bayeux                                    | Rue Larcher (RD 6) | | À déterminer    | 49° 16′ 32″ nord, 0° 42′ 09″ ouest | Monument aux déportés et fusillés, résistants de Bayeux et du Bessin                                                                    |
| Monument aux morts de l'AFN | À déterminer                                                     | Bayeux                                    | Intersection de la rue Saint-Quentin (RD 12B) et de l'avenue de la Vallée-des-Prés (RD 6C)                                     | | À déterminer    | à géolocaliser                     | Monument aux morts de l'AFN |
| Monument aux morts | À déterminer                                                     | Bazenville                                | À déterminer | | À déterminer    | à géolocaliser                     | Image manquante |
| Monument aux morts de 1914-1918 | À déterminer                                                     | Bazenville                                | Dans l'église Saint-Martin | | À déterminer    | à géolocaliser                     | Monument aux morts de 1914-1918 |
| Monument aux morts | À déterminer                                                     | Beaufour-Druval                           | Dans le cimetière, à côté de l'église Notre-Dame                                                                               | | À déterminer    | à géolocaliser                     | Image manquante |
| Monument aux morts de Saint-Aubin-Lébizay                                                                                               | À déterminer                                                     | Beaufour-Druval                           | Dans le cimetière, au chevet de l'église Saint-Aubin                                                                           | | À déterminer    | à géolocaliser                     | Image manquante |
| Monument aux morts | À déterminer                                                     | Beaulieu                                  | À déterminer | | À déterminer    | à géolocaliser                     | Image manquante |
| Monument aux morts | À déterminer                                                     | Beaumais                                  | Dans le cimetière | | À déterminer    | à géolocaliser                     | Image manquante |
| Monument aux morts | À déterminer                                                     | Beaumesnil                                | À côté de l'église Saint-Étienne                                                                                               | | À déterminer    | à géolocaliser                     | Image manquante |
| Monument aux morts | À déterminer                                                     | Beaumont-en-Auge                          | À côté de l'église Saint-Sauveur                                                                                               | | À déterminer    | à géolocaliser                     | Image manquante |
| Monument aux morts | À déterminer                                                     | Bellengreville                            | Dans le cimetière | | À déterminer    | à géolocaliser                     | Monument aux morts |
| Monument aux morts | À déterminer                                                     | Bellou                                    | À côté de l'église Notre-Dame                                                                                                  | | À déterminer    | à géolocaliser                     | Image manquante |
| Monument aux morts | À déterminer                                                     | Benerville-sur-Mer                        | Dans le cimetière | | À déterminer    | à géolocaliser                     | Image manquante |
| Monument aux morts de 1914-1918 | À déterminer                                                     | Bénouville                                | Devant la mairie | | À déterminer    | à géolocaliser                     | Monument aux morts de 1914-1918 |
| Monument aux morts de 1939-1945 | À déterminer                                                     | Bénouville                                | Sur la place de la Libération, en face de la mairie                                                                            | | À déterminer    | à géolocaliser                     | Image manquante |
| Monument aux morts | Henri Joseph Désiré Bouet et Oscar-Ferdinand D'Haëse             | Bény-sur-Mer                              | Dans le cimetière | | À déterminer    | à géolocaliser                     | Monument aux morts |
| Monument aux morts | À déterminer                                                     | Bernesq                                   | RD 145, en face du cimetière                                                                                                   | | À déterminer    | à géolocaliser                     | Monument aux morts |
| Monument aux morts | À déterminer                                                     | Bernières-sur-Mer                         | À déterminer | | À déterminer    | à géolocaliser                     | Monument aux morts |
| Poilu offensif (monument aux morts) | Copie d'après Eugène Durassier                                   | Beuvillers                                | Intersection de la route du Sap et du chemin des Loges (RD 164), à côté du cimetière                                           | | 1923            | 49° 07′ 49″ nord, 0° 14′ 50″ est   | Image manquante |
| Monument aux morts | À déterminer                                                     | Beuvron-en-Auge                           | Rue Michel-d'Ornano (RD 49), devant l'église Saint-Martin                                                                      | | À déterminer    | 49° 11′ 24″ nord, 0° 02′ 46″ ouest | Monument aux morts de Beuvron-en-Auge                                                                                                   |
| Monument aux morts de 1914-1918 | À déterminer                                                     | Beuvron-en-Auge                           | Dans l'église Saint-Martin | Plaque. | À déterminer    | à géolocaliser                     | Image manquante |
| Monument aux morts | À déterminer                                                     | Biéville-Quétiéville                      | Dans le cimetière | | À déterminer    | à géolocaliser                     | Image manquante |
| Monument aux morts | Charles Jacquier                                                 | Bonnebosq                                 | À côté de l'église Saint-Martin                                                                                                | | À déterminer    | à géolocaliser                     | Monument aux morts |
| Monument aux morts | À déterminer                                                     | Bonneville-la-Louvet                      | Sur la place Edgard Savoie, à côté de la mairie                                                                                | | 1921            | à géolocaliser                     | Monument aux morts |
| Monument aux morts | À déterminer                                                     | Bons-Tassilly                             | Dans le cimetière | | À déterminer    | à géolocaliser                     | Monument aux morts |
| Monument aux morts | À déterminer                                                     | Boulon                                    | À l'entrée du cimetière | | À déterminer    | à géolocaliser                     | Monument aux morts |
| Poilu au repos (monument aux morts) | Copie d'après Étienne Camus                                      | Bourgeauville                             | Intersection de la route de Glanville (RD 45D) et du chemin du moulin, devant la mairie                                        | | À déterminer    | 49° 16′ 25″ nord, 0° 03′ 19″ est   | Monument aux morts de Bourgeauville |
| Monument aux morts | À déterminer                                                     | Bourguébus                                | À déterminer | | À déterminer    | à géolocaliser                     | Image manquante |
| Monument aux morts | À déterminer                                                     | Branville                                 | À côté de l'église Saint-Germain                                                                                               | | À déterminer    | à géolocaliser                     | Monument aux morts |
| Monument aux morts | À déterminer                                                     | Branville                                 | Sur l'église Saint-Germain | | À déterminer    | à géolocaliser                     | Monument aux morts |
| Monument aux morts | À déterminer                                                     | Brémoy                                    | Dans le cimetière | | À déterminer    | à géolocaliser                     | Monument aux morts |
| Monument aux morts | À déterminer                                                     | Bretteville-sur-Odon                      | À côté de l'église | | À déterminer    | à géolocaliser                     | Image manquante |
| Poilu au repos (monument aux morts) | Copie d'après Étienne Camus                                      | Bricqueville                              | Au bord de la RD 5, près de la mairie                                                                                          | | À déterminer    | 49° 17′ 22″ nord, 0° 57′ 49″ ouest | Image manquante |
| Monument aux morts | À déterminer                                                     | Brouay                                    | À déterminer | | À déterminer    | à géolocaliser                     | Image manquante |
| Monument aux morts | À déterminer                                                     | Bully                                     | Dans le cimetière | | À déterminer    | à géolocaliser                     | Image manquante |
| Monument aux morts de 1870-1871 | Copie d'après Aristide Croisy                                    | Cabourg                                   | À déterminer | Également appelé La défense nationale. | À déterminer    | à géolocaliser                     | Image manquante |
| Monument aux morts | À déterminer                                                     | Cabourg                                   | Dans le parc de la mairie | | À déterminer    | 49° 17′ 14″ nord, 0° 06′ 57″ ouest | Monument aux morts de Cabourg |
| Monument aux morts | À déterminer                                                     | Campigny                                  | Dans le cimetière | | À déterminer    | à géolocaliser                     | Monument aux morts |
| Monument aux morts de 1914-1918 | À déterminer                                                     | Caen                                      | Dans l'église Saint-Pierre | | À déterminer    | à géolocaliser                     | Monument aux morts de 1914-1918 |
| Monument aux morts de 1914-1918 | À déterminer                                                     | Caen                                      | Dans l'église Saint-Étienne | | À déterminer    | à géolocaliser                     | Monument aux morts de 1914-1918 |
| Monument aux morts de 1914-1918 | À déterminer                                                     | Caen                                      | Dans l'église Saint-Étienne | | À déterminer    | à géolocaliser                     | Monument aux morts de 1914-1918 |
| Monument aux morts du lycée Malherbe de 1914-1918                                                                                       | À déterminer                                                     | Caen                                      | Dans le cloître de l'abbaye aux Hommes                                                                                         | | 30 janvier 1921 | à géolocaliser                     | Monument aux morts du lycée Malherbe de 1914-1918                                                                                       |
| Monument aux morts du lycée Malherbe de 1914-1918                                                                                       | À déterminer                                                     | Caen                                      | Dans le cloître de l'abbaye aux Hommes                                                                                         | | 30 janvier 1921 | à géolocaliser                     | Monument aux morts du lycée Malherbe de 1914-1918                                                                                       |
| Monument aux morts de la Grande Guerre, ou La Victoire,                                                                                 | Paul Bigot, Alphonse Saladin, Raymond Bigot et Henri Bouchard    | Caen                                      | Sur la place Foch | Le bas-relief de Raymond Bigot, représentant un coq terrassant un aigle allemand, est détruit pendant l'occupation. En 1961, un bas-relief de remplacement, légèrement différent, réalisé par Ulysse Gémignani est installé. | 1927            | 49° 10′ 41″ nord, 0° 21′ 35″ ouest | Monument aux Morts de la Première Guerre mondiale                                                                                       |
| Monument aux morts | Georges Halbout du Tanney                                        | Caen                                      | Dans l'enceinte du château, contre la muraille Est, à gauche de la porte des Champs                                            | Érigé en 1965 dans le cimetière Saint-Gabriel. Remplace celui réalisé par Robert Douin, détruit en 1944. | À déterminer    | 49° 11′ 14″ nord, 0° 21′ 44″ ouest | Monument aux morts |
| Monument aux morts | À déterminer                                                     | Caen                                      | Dans le cimetiere de Vaucelle                                                                                                  | | À déterminer    | à géolocaliser                     | Monument aux morts |
| Monument aux morts de la Seconde Guerre mondiale                                                                                        | À déterminer                                                     | Caen                                      | Avenue du Six-Juin | | À déterminer    | 49° 10′ 52″ nord, 0° 21′ 24″ ouest | Monument commémoratif de la Résistance                                                                                                  |
| Monument aux postiers morts de 1939-1945                                                                                                | À déterminer                                                     | Caen                                      | Dans l'hôtel des postes | | À déterminer    | à géolocaliser                     | Monument aux postiers morts de 1939-1945                                                                                                |
| Monument aux patriotes fusillés de 1939-1945                                                                                            | À déterminer                                                     | Caen                                      | Dans l'ancienne caserne du 43e régiment d'artillerie                                                                           | | À déterminer    | à géolocaliser                     | Monument aux patriotes fusillés de 1939-1945                                                                                            |
| Monument aux agents de la SNCF morts de 1939-1945                                                                                       | À déterminer                                                     | Caen                                      | Sur une façade de la gare | | À déterminer    | à géolocaliser                     | Monument aux agents de la SNCF morts de 1939-1945                                                                                       |
| Monument aux morts du lycée Malherbe de 1939-1945                                                                                       | À déterminer                                                     | Caen                                      | Dans le cloître de l'abbaye aux Hommes                                                                                         | | 3 juillet 1949  | à géolocaliser                     | Monument aux morts du lycée Malherbe de 1939-1945                                                                                       |
| Monument aux volontaires et requis de la défense passive morts en juin et juillet 1944                                                  | À déterminer                                                     | Caen                                      | Dans le cloître de l'abbaye aux Hommes                                                                                         | | À déterminer    | à géolocaliser                     | Monument aux volontaires et requis de la défense passive morts en juin et juillet 1944                                                  |
| Monument à la 3e division d'infanterie britannique                                                                                      | Kenneth Victor Norrish                                           | Caen                                      | Avenue de la Libération, près du château                                                                                       | Commémore les soldats de la 3e division d'infanterie. Érigé[Où ?] en 1988. | 2019            | 49° 11′ 07″ nord, 0° 21′ 39″ ouest | Monument à la 3e division d'infanterie britannique                                                                                      |
| Stèle en mémoire des soldats polonais                                                                                                   | À déterminer                                                     | Caen                                      | Vallée du Mémorial de Caen | | À déterminer    | 49° 11′ 47″ nord, 0° 23′ 05″ ouest | Image manquante |
| Monument à la Marine royale et à la marine marchande du Royaume-Uni lors du Débarquement                                                | À déterminer                                                     | Caen                                      | Jardin britannique du Mémorial de Caen                                                                                         | | À déterminer    | 49° 11′ 54″ nord, 0° 23′ 14″ ouest | Image manquante |
| Monument aux soldats de la Royal Air Force                                                                                              | À déterminer                                                     | Caen                                      | Jardin britannique du Mémorial de Caen                                                                                         | | À déterminer    | 49° 11′ 54″ nord, 0° 23′ 16″ ouest | Image manquante |
| Monument aux résistants abattus dans la prison de Caen le 6 juin 1944                                                                   | À déterminer                                                     | Caen                                      | À côté du jardin britannique du Mémorial de Caen                                                                               | | À déterminer    | 49° 11′ 53″ nord, 0° 23′ 12″ ouest | Image manquante |
| Stèle des Canadiens | À déterminer                                                     | Caen                                      | En bas des degrés du Vieux-Cimetière                                                                                           | Auparavant dans le bas de la rue d'Auge. Monument déplacé de quelques mètres lors du réaménagement de la rue au début des années 2020                                                                                        | À déterminer    | 49° 10′ 29″ nord, 0° 21′ 04″ ouest | Stèle des Canadiens |
| Monument aux morts | À déterminer                                                     | Cahagnolles                               | À côté de l'église Saint-Pierre, dans le cimetière                                                                             | | À déterminer    | à géolocaliser                     | Monument aux morts |
| Monument aux morts | À déterminer                                                     | Cairon                                    | À côté de l'église Saint-Hilaire, dans le cimetière                                                                            | | À déterminer    | à géolocaliser                     | Monument aux morts |
| Monument aux morts | Charles Tardy                                                    | Cambremer                                 | Dans le cimetière | | 1922            | à géolocaliser                     | Image manquante |
| Monument aux morts | À déterminer                                                     | Carcagny                                  | Dans le cimetière | | À déterminer    | à géolocaliser                     | Monument aux morts |
| Monument aux morts | À déterminer                                                     | Cardonville                               | Dans le cimetière | | À déterminer    | à géolocaliser                     | Image manquante |
| Monument aux morts | À déterminer                                                     | Castilly                                  | Dans le cimetière | | À déterminer    | à géolocaliser                     | Image manquante |
| Monument aux morts | À déterminer                                                     | Canchy                                    | À côté de l'église Notre-Dame                                                                                                  | | 1887            | à géolocaliser                     | Monument aux morts |
| Monument aux morts | À déterminer                                                     | Caumont-l'Éventé                          | À côté de la mairie | | À déterminer    | à géolocaliser                     | Monument aux morts |
| Monument aux morts | À déterminer                                                     | Caumont-l'Éventé                          | Dans l'église Saint-Clair et Saint-Martin                                                                                      | | À déterminer    | à géolocaliser                     | Monument aux morts |
| Monument aux morts | À déterminer                                                     | Cernay                                    | En face de l'église Saint-Aubin                                                                                                | | À déterminer    | à géolocaliser                     | Monument aux morts |
| Monument aux morts | À déterminer                                                     | Cernay                                    | Dans l'église Saint-Aubin | Plaque. | À déterminer    | à géolocaliser                     | Image manquante |
| Monument aux morts | À déterminer                                                     | Cheffreville-Tonnencourt                  | À côté de la mairie | | À déterminer    | à géolocaliser                     | Monument aux morts |
| Monument aux morts | À déterminer                                                     | Cheux                                     | Sur la place Boutrois, devant la mairie                                                                                        | Érigé en 1921. Retiré et placé derrière la mairie en 1961. | 2018            | à géolocaliser                     | Monument aux morts |
| Monument aux morts | À déterminer                                                     | Cheux                                     | Dans l'église Saint-Vigor | Plaques. | À déterminer    | à géolocaliser                     | Image manquante |
| Monument aux morts | Henri Joseph Désiré Bouet et Oscar-Ferdinand D'Haëse             | Clécy                                     | En face de l'église Saint-Pierre                                                                                               | | 1922            | à géolocaliser                     | Image manquante |
| Monument aux morts | À déterminer                                                     | Colleville-Montgomery                     | Dans le parc de la mairie | | À déterminer    | à géolocaliser                     | Image manquante |
| L'âme de la jeunesse américaine s'élevant des flots,                                                                                    | Donald De Lue                                                    | Colleville-sur-Mer                        | Dans le cimetière américain | | 1956            | 49° 21′ 33″ nord, 0° 51′ 12″ ouest | L'âme de la jeunesse américaine s'élevant des flots                                                                                     |
| Monument à la 1re division d'infanterie des États-Unis                                                                                  | À déterminer                                                     | Colleville-sur-Mer                        | Route du Capitaine-Joe-Dawson, près de la Widerstandsnest 62                                                                   | Commémore les soldats de la 1re division d'infanterie des États-Unis. | À déterminer    | 49° 21′ 33″ nord, 0° 50′ 53″ ouest | Monument à la 1ère division d'infanterie des États-Unis à Colleville-sur-Mer                                                            |
| Monument à la 5e brigade spéciale du génie des États-Unis                                                                               | À déterminer                                                     | Colleville-sur-Mer                        | Route du Capitaine-Joe-Dawson, sur la Widerstandsnest 62                                                                       | Commémore les soldats de la 5e brigade spéciale du génie des États-Unis (en). | À déterminer    | 49° 21′ 37″ nord, 0° 50′ 52″ ouest | Monument à la 5ème brigade spéciale du génie des États-Unis à Colleville-sur-Mer                                                        |
| Monument aux morts de 1914-1918 | À déterminer                                                     | Colombiers-sur-Seulles                    | Dans l'église Saint-Vigor | | À déterminer    | à géolocaliser                     | Monument aux morts de 1914-1918 |
| Monument aux morts | À déterminer                                                     | Colombiers-sur-Seulles                    | Sur un mur à côté de l'église Saint-Vigor                                                                                      | Plaque. | À déterminer    | à géolocaliser                     | Image manquante |
| Monument aux morts | À déterminer                                                     | Colomby-sur-Thaon                         | Dans le cimetière | | À déterminer    | à géolocaliser                     | Monument aux morts |
| Monument aux morts | À déterminer                                                     | Commes                                    | Dans le cimetière | | À déterminer    | à géolocaliser                     | Monument aux morts |
| Monument aux morts | Gustave Gillot                                                   | Condé-sur-Noireau                         | Sur la place entre l'église Saint-Martin, la rue Saint-Martin et l'avenue de la Gare                                           | | 1924            | 48° 50′ 37″ nord, 0° 33′ 22″ ouest | Image manquante |
| Monument aux morts de 1914-1918 | À déterminer                                                     | Condé-sur-Noireau                         | Dans l'église Saint-Martin | Plaque. | À déterminer    | à géolocaliser                     | Image manquante |
| Monument aux victimes des bombardements de 1944                                                                                         | Anny Florin Hauseux                                              | Condé-sur-Noireau                         | Sur une façade de l'hôtel de ville, place de l'Hôtel-de-Ville                                                                  | | 1963            | à géolocaliser                     | Image manquante |
| Monument aux victimes de l'amiante | À déterminer                                                     | Condé-sur-Noireau                         | Sur le rond-point sur la rue Saint-Jacques (RD 562)                                                                            | | 2005            | 48° 51′ 23″ nord, 0° 32′ 23″ ouest | Monument aux victimes de l'amiante |
| Monument aux morts | À déterminer                                                     | Condé-sur-Seulles                         | À côté de l'église Notre-Dame                                                                                                  | | À déterminer    | à géolocaliser                     | Monument aux morts |
| Monument aux morts | À déterminer                                                     | Cordey                                    | RD 509 | | À déterminer    | à géolocaliser                     | Monument aux morts |
| Monument aux morts | À déterminer                                                     | Cormelles-le-Royal                        | À déterminer | | À déterminer    | à géolocaliser                     | Image manquante |
| Monument aux morts | À déterminer                                                     | Cormelles-le-Royal                        | Sur un mur de l'église Saint-Martin                                                                                            | | À déterminer    | à géolocaliser                     | Monument aux morts |
| Monument aux morts | À déterminer                                                     | Coudray-Rabut                             | CD 677 | | À déterminer    | à géolocaliser                     | Monument aux morts |
| Monument aux morts | À déterminer                                                     | Courtonne-les-Deux-Églises                | Devant l'église Saint-Paul | | À déterminer    | à géolocaliser                     | Monument aux morts |
| Monument aux morts | À déterminer                                                     | Courseulles-sur-Mer                       | Sur la place du Six-Juin | | À déterminer    | à géolocaliser                     | Monument aux morts |
| Monument aux morts | À déterminer                                                     | Courseulles-sur-Mer                       | Dans l'église Saint-Germain | | À déterminer    | à géolocaliser                     | Image manquante |
| Monument à l'équipage de La Combattante                                                                                                 | À déterminer                                                     | Courseulles-sur-Mer                       | À déterminer | Comémore l'équipage de La Combattante. | À déterminer    | à géolocaliser                     | Image manquante |
| Monument aux morts | À déterminer                                                     | Crépon                                    | Dans le cimetière | | À déterminer    | à géolocaliser                     | Monument aux morts |
| Monument aux morts de 1914-1918 | À déterminer                                                     | Crépon                                    | Dans l'église Saint-Médard-et-Saint-Gildard                                                                                    | Plaque. | À déterminer    | à géolocaliser                     | Image manquante |
| Monument aux soldats du Green Howards                                                                                                   | James Butler (en)                                                | Crépon                                    | Sur la place de l'Église, au bord de la route d'Arromanches (RD 65)                                                            | Commémore les soldats du Green Howards (en). | 1996            | 49° 18′ 56″ nord, 0° 33′ 00″ ouest | Monument aux soldats du Green Howards                                                                                                   |
| Monument aux morts | À déterminer                                                     | Cresserons                                | À côté de la mairie | | À déterminer    | à géolocaliser                     | Monument aux morts |
| Monument aux morts | À déterminer                                                     | Cresseveuille                             | Dans le cimetière | | À déterminer    | à géolocaliser                     | Monument aux morts |
| Le Poilu victorieux (monument aux morts)                                                                                                | Copie d'après Eugène Bénet                                       | Creully                                   | Sur la place Edmond-Paillaud, à l'intersection de la RD 93 et de la rue du Maréchal-Montgomery (RD 22)                         | | À déterminer    | 49° 17′ 05″ nord, 0° 32′ 24″ ouest | Monument aux morts de Creully |
| Monument aux soldats des 4e et 7e Royal Dragoon Guards                                                                                  | À déterminer                                                     | Creully                                   | Au bord de la rue d'Arromanches (RD 22)                                                                                        | Commémore les soldats du 4e et 7e Royal Dragoon Guards (en). | À déterminer    | 49° 17′ 13″ nord, 0° 32′ 25″ ouest | Monument aux soldats des 4ème et 7ème Royal Dragoon Guards                                                                              |
| Monument aux morts | Henri Joseph Désiré Bouet                                        | Crèvecoeur-en-Auge                        | Devant la mairie | | 1921            | 49° 07′ 05″ nord, 0° 01′ 03″ est   | Image manquante |
| Monument aux morts | À déterminer                                                     | Cricqueville-en-Auge                      | Dans le cimetière, à côté de l'église Saint-Germain                                                                            | | À déterminer    | à géolocaliser                     | Monument aux morts |
| Monument aux morts | À déterminer                                                     | Cristot                                   | Contre l'église Saint-André | | À déterminer    | à géolocaliser                     | Monument aux morts |
| Monument aux morts | À déterminer                                                     | Cristot                                   | Dans l'église Saint-André | | À déterminer    | à géolocaliser                     | Monument aux morts |
| Monument aux soldats des 1er et 4e bataillons du King's Own Yorkshire Light Infantry de la 146e brigade de la 49e division d'infanterie | À déterminer                                                     | Cristot                                   | Dans l'église Saint-André | Commémore les soldats des 1er et 4e bataillons du King's Own Yorkshire Light Infantry (en) de la 146e brigade (en) de la 49e division d'infanterie.                                                                          | À déterminer    | à géolocaliser                     | Monument aux soldats des 1er et 4e bataillons du King's Own Yorkshire Light Infantry de la 146e brigade de la 49e division d'infanterie |
| Monument aux morts | À déterminer                                                     | Crouay                                    | Devant l'église Saint-Martin                                                                                                   | | À déterminer    | à géolocaliser                     | Monument aux morts |
| Monument aux morts | À déterminer                                                     | Dampierre                                 | Dans le cimetière | | À déterminer    | à géolocaliser                     | Monument aux morts |
| Monument aux morts | À déterminer                                                     | Danestal                                  | Dans le cimetière | | À déterminer    | à géolocaliser                     | Monument aux morts |
| Monument aux morts | Max Blondat                                                      | Deauville                                 | Dans le square de l'Église | | 1921            | 49° 21′ 19″ nord, 0° 04′ 12″ est   | Monument aux morts de Deauville |
| Monument aux fusillés du 25 juillet 1944                                                                                                | À déterminer                                                     | Deauville                                 | Entre la promenade des Planches et le la rue de la Mer                                                                         | | À déterminer    | 49° 21′ 35″ nord, 0° 03′ 54″ est   | Monument aux fusillés du 25 juillet 1944 à Deauville                                                                                    |
| Monument aux morts | À déterminer                                                     | Démouville                                | À côté de la mairie | | À déterminer    | à géolocaliser                     | Monument aux morts |
| Le Mobile (d) (monument aux morts de 1870-1871)                                                                                         | Copie d'après Aristide Croisy                                    | Dives-sur-Mer                             | Dans le cimetière | | À déterminer    | à géolocaliser                     | Le Mobile (d) (monument aux morts de 1870-1871)                                                                                         |
| Monument aux morts | À déterminer                                                     | Dives-sur-Mer                             | Intersection de la rue d'Hastings et de la rue du Marché                                                                       | | À déterminer    | 49° 17′ 19″ nord, 0° 05′ 47″ ouest | Image manquante |
| Monument aux agents de la SNCF morts de 1939-1945                                                                                       | À déterminer                                                     | Dives-sur-Mer                             | À déterminer | | À déterminer    | à géolocaliser                     | Monument aux agents de la SNCF morts de 1939-1945                                                                                       |
| Monument aux morts de la guerre d'Algérie                                                                                               | À déterminer                                                     | Dives-sur-Mer                             | À déterminer | | À déterminer    | à géolocaliser                     | Monument aux morts de la guerre d'Algérie                                                                                               |
| Monument aux morts | À déterminer                                                     | Douville-en-Auge                          | À déterminer | | À déterminer    | à géolocaliser                     | Monument aux morts |
| Monument aux morts | Charles Tardy                                                    | Douvres-la-Délivrande                     | Sur la place des Marronniers                                                                                                   | | À déterminer    | à géolocaliser                     | Image manquante |
| Monument aux morts | À déterminer                                                     | Écrammeville                              | Dans le cimetière | | À déterminer    | à géolocaliser                     | Monument aux morts |
| Monument aux morts | À déterminer                                                     | Ellon                                     | À déterminer | | À déterminer    | à géolocaliser                     | Monument aux morts |
| Monument aux morts | À déterminer                                                     | Ellon                                     | À déterminer | | À déterminer    | à géolocaliser                     | Monument aux morts |
| Monument aux morts | À déterminer                                                     | Émiéville                                 | Dans le cimetière | | À déterminer    | à géolocaliser                     | Image manquante |
| Monument aux morts | À déterminer                                                     | Englesqueville-en-Auge                    | Dans le cimetière, à côté de l'église Saint-Taurin                                                                             | | À déterminer    | à géolocaliser                     | Monument aux morts |
| Monument aux morts | À déterminer                                                     | Englesqueville-la-Percée                  | À déterminer | | À déterminer    | à géolocaliser                     | Monument aux morts |
| Monument aux morts | À déterminer                                                     | Englesqueville-la-Percée                  | Dans l'église Saint-Vigor | | À déterminer    | à géolocaliser                     | Monument aux morts |
| Monument aux morts | À déterminer                                                     | Escoville                                 | Dans le cimetière | | À déterminer    | à géolocaliser                     | Monument aux morts |
| Monument aux morts | À déterminer                                                     | Espins                                    | Dans le cimetière | | À déterminer    | à géolocaliser                     | Monument aux morts |
| Monument à la 43e division d'infanterie (Wessex)                                                                                        | À déterminer                                                     | Esquay-Notre-Dame                         | Intersection du chemin Haussé et de la RD 8, cote 112                                                                          | Commémore les soldats de la 43e division d'infanterie. | À déterminer    | 49° 07′ 23″ nord, 0° 27′ 40″ ouest | Monument à la 43ème division d'infanterie (Wessex)                                                                                      |
| Monument aux morts | À déterminer                                                     | Esquay-sur-Seulles                        | Dans le cimetière | | À déterminer    | à géolocaliser                     | Monument aux morts |
| Monument aux morts | À déterminer                                                     | Esquay-sur-Seulles                        | Dans l'église Saint-Pantaléon                                                                                                  | | À déterminer    | à géolocaliser                     | Monument aux morts |
| Monument aux morts | À déterminer                                                     | Éterville                                 | À déterminer | | À déterminer    | à géolocaliser                     | Image manquante |
| Monument aux morts | À déterminer                                                     | Étréham                                   | À déterminer | | À déterminer    | à géolocaliser                     | Monument aux morts |
| Monument aux morts de 1914-1918 | À déterminer                                                     | Évrecy                                    | Dans l'église Notre-Dame | | À déterminer    | à géolocaliser                     | Image manquante |
| Monument aux morts | À déterminer                                                     | Évrecy                                    | À déterminer | Remplace le monument détruit par les bombardements du 15 juin 1944. | À déterminer    | à géolocaliser                     | Monument aux morts |
| Monument aux morts | Louis-Ferdinand Angué                                            | Falaise                                   | Dans le square des Résistants                                                                                                  | Érigé en 1922 à quelques mètres de l'emplacement actuel. | 1985            | à géolocaliser                     | Monument aux morts« Monument aux morts de 1914-1918 à Falaise », sur À nos grands hommes                                                |
| Monument aux morts de 1914-1918 | À déterminer                                                     | Falaise                                   | Dans l'église de la Trinité | | À déterminer    | à géolocaliser                     | Monument aux morts de 1914-1918 |
| Monument aux morts | À déterminer                                                     | Familly                                   | Dans le cimetière | | À déterminer    | à géolocaliser                     | Monument aux morts |
| Monument aux morts | À déterminer                                                     | Fervaques                                 | Sur la place de l'Église, à côté de l'église Saint-Germain                                                                     | | À déterminer    | 49° 02′ 27″ nord, 0° 15′ 11″ est   | Monument aux morts de Fervaques |
| Monument aux morts | Henri Joseph Désiré Bouet et Oscar-Ferdinand D'Haëse             | Feuguerolles-Bully                        | Intersection de la rue Henri Rosel (RD 89) et la rue de Caen (RD 147)                                                          | Le bras droit du poilu et le coq au sommet sont détruits en 1944. | 1920            | à géolocaliser                     | Image manquante |
| Monument aux agents de la SNCF morts de 1939-1945                                                                                       | À déterminer                                                     | Feuguerolles-Bully                        | Sur l'ancienne gare | | À déterminer    | à géolocaliser                     | Monument aux agents de la SNCF morts de 1939-1945                                                                                       |
| Monument aux morts | À déterminer                                                     | Feuguerolles-sur-Seulles                  | Dans le cimetière | | À déterminer    | à géolocaliser                     | Monument aux morts |
| Monument aux morts | À déterminer                                                     | Fierville-les-Parcs                       | À déterminer | | À déterminer    | à géolocaliser                     | Monument aux morts |
| Monument aux morts | À déterminer                                                     | Firfol                                    | Dans le cimetière | | À déterminer    | à géolocaliser                     | Image manquante |
| Monument aux morts | À déterminer                                                     | Fleury-sur-Orne                           | À déterminer | | À déterminer    | à géolocaliser                     | Monument aux morts |
| Monument aux morts | À déterminer                                                     | Fontaine-Étoupefour                       | À déterminer | | À déterminer    | à géolocaliser                     | Image manquante |
| Monument aux morts | À déterminer                                                     | Fontenay-le-Marmion                       | À déterminer | | 1920            | à géolocaliser                     | Monument aux morts |
| Monument aux soldats canadiens morts dans les combats des 7 et 8 août 1944                                                              | À déterminer                                                     | Fontenay-le-Marmion                       | À déterminer | | À déterminer    | à géolocaliser                     | Image manquante |
| Monument aux morts | À déterminer                                                     | Fontenay-le-Pesnel                        | À déterminer | | À déterminer    | à géolocaliser                     | Monument aux morts |
| Monument aux morts | À déterminer                                                     | Formigny                                  | Intersection de la RD 613 et de la RD 517, en face de la mairie                                                                | | À déterminer    | à géolocaliser                     | Image manquante |
| Monument aux morts | À déterminer                                                     | Foulognes                                 | Dans le cimetière | | À déterminer    | à géolocaliser                     | Image manquante |
| Monument aux morts | À déterminer                                                     | Fourneaux-le-Val                          | À déterminer | | À déterminer    | à géolocaliser                     | Monument aux morts |
| Monument aux morts | À déterminer                                                     | Frénouville                               | À côté de l'église | | À déterminer    | à géolocaliser                     | Image manquante |
| Monument aux morts | À déterminer                                                     | Garcelles-Secqueville                     | À déterminer | | À déterminer    | à géolocaliser                     | Monument aux morts |
| Monument aux morts | À déterminer                                                     | Géfosse-Fontenay                          | Dans le cimetière | | À déterminer    | à géolocaliser                     | Image manquante |
| Monument aux morts | À déterminer                                                     | Glanville                                 | À déterminer | | À déterminer    | à géolocaliser                     | Monument aux morts |
| Monument aux morts | À déterminer                                                     | Gonneville-en-Auge                        | Dans le cimetière | | À déterminer    | à géolocaliser                     | Monument aux morts |
| Monument aux morts | À déterminer                                                     | Goustranville                             | À côté de l'église Notre-Dame                                                                                                  | | À déterminer    | à géolocaliser                     | Image manquante |
| Monument aux morts | Henri Joseph Désiré Bouet et Oscar-Ferdinand D'Haëse             | Grainville-Langannerie                    | À côté de l'église Saint-Étienne                                                                                               | | 1922            | à géolocaliser                     | Monument aux morts |
| Monument aux morts | À déterminer                                                     | Grangues                                  | À côté de l'église Notre-Dame                                                                                                  | | À déterminer    | à géolocaliser                     | Monument aux morts |
| Monument aux morts | À déterminer                                                     | Grentheville                              | Dans l'église Saint-Rémy | Plaque. | À déterminer    | à géolocaliser                     | Image manquante |
| Monument aux morts | À déterminer                                                     | Guéron                                    | À déterminer | | À déterminer    | à géolocaliser                     | Monument aux morts |
| Monument aux morts | À déterminer                                                     | Hermanville-sur-Mer                       | Grande-Rue, près de la mairie                                                                                                  | | À déterminer    | 49° 17′ 13″ nord, 0° 18′ 47″ ouest | Monument aux morts d'Hermanville-sur-Mer                                                                                                |
| Monument aux marins morts pendant l'opération Neptune                                                                                   | À déterminer                                                     | Hermanville-sur-Mer                       | Intersection de l'avenue Félix-Faure et du boulevard de la Mer                                                                 | | À déterminer    | 49° 17′ 51″ nord, 0° 17′ 58″ ouest | Monument aux marins morts pendant l'opération Neptune                                                                                   |
| Monument aux morts | À déterminer                                                     | Hérouvillette                             | Dans le cimetière | | À déterminer    | à géolocaliser                     | Monument aux morts |
| Monument aux morts de 1870-1871, | Félix Charpentier                                                | Honfleur                                  | À déterminer | | 1913            | 49° 25′ 06″ nord, 0° 14′ 06″ est   | Monument aux morts de 1870-1871 d'Honfleur                                                                                              |
| Monument aux morts de 1914-1918 | Raymond Bigot                                                    | Honfleur                                  | Sur la place Albert Sorel | | 1922            | 49° 25′ 02″ nord, 0° 13′ 50″ est   | Image manquante |
| Monument aux marins morts en mer | À déterminer                                                     | Honfleur                                  | À déterminer | | À déterminer    | à géolocaliser                     | Monument aux marins morts en mer |
| Monument aux morts | Charles Tardy                                                    | Hotot-en-Auge                             | RD 152 | | 1921            | à géolocaliser                     | Monument aux morts |
| Monument aux morts | À déterminer                                                     | Hottot-les-Bagues                         | À déterminer | | À déterminer    | à géolocaliser                     | Monument aux morts |
| Poilu écrasant l'aigle allemand (d) (monument aux morts),                                                                               | Copie d'après Charles-Henri Pourquet                             | Houlgate                                  | Sur la place du Général-de-Gaulle                                                                                              | | À déterminer    | 49° 18′ 03″ nord, 0° 04′ 32″ ouest | Monument aux morts d'Houlgate |
| Monument aux morts | À déterminer                                                     | Houlgate                                  | Dans l'église Saint-Aubin | | À déterminer    | à géolocaliser                     | Monument aux morts |
| Monument aux morts du 3e bataillon du génie                                                                                             | À déterminer                                                     | Houlgate                                  | À déterminer | Commémore les soldats du 3e bataillon du génie. | À déterminer    | à géolocaliser                     | Monument aux morts du 3e bataillon du génie                                                                                             |
| Monument aux morts | À déterminer                                                     | Hubert-Folie                              | À déterminer | | À déterminer    | à géolocaliser                     | Monument aux morts |
| Monument aux morts de 1870-1871 | À déterminer                                                     | Ifs                                       | À déterminer | | À déterminer    | à géolocaliser                     | Monument aux morts de 1870-1871 |
| Monument aux morts | Gabriel Chauvière                                                | Ifs                                       | Rue des Carriers | | 1922            | à géolocaliser                     | Image manquante |
| Monument aux morts | À déterminer                                                     | Isigny-sur-Mer                            | Sur la place de Verdun, devant la mairie                                                                                       | | À déterminer    | 49° 19′ 11″ nord, 1° 06′ 10″ ouest | Monument aux morts d'Isigny-sur-Mer |
| Monument aux pompiers morts en service le 8 juin 1944                                                                                   | À déterminer                                                     | Isigny-sur-Mer                            | À déterminer | | À déterminer    | à géolocaliser                     | Monument aux pompiers morts en service le 8 juin 1944                                                                                   |
| Monument aux morts | À déterminer                                                     | Jurques                                   | À déterminer | | À déterminer    | à géolocaliser                     | Monument aux morts |
| Monument aux morts | À déterminer                                                     | Juvigny-sur-Seulles                       | Sur l'église Saint-Clément | Plaque. | À déterminer    | à géolocaliser                     | Monument aux morts |
| Monument aux morts | À déterminer                                                     | La Ferrière-au-Doyen                      | Devant l'église Notre-Dame | | À déterminer    | à géolocaliser                     | Monument aux morts |
| Monument aux morts | À déterminer                                                     | La Graverie                               | Dans le cimetière | | À déterminer    | à géolocaliser                     | Monument aux morts |
| Monument aux morts | À déterminer                                                     | La Vacquerie                              | À déterminer | | À déterminer    | à géolocaliser                     | Monument aux morts |
| Monument aux morts | À déterminer                                                     | Laize-la-Ville                            | À déterminer | | À déterminer    | à géolocaliser                     | Monument aux morts |
| Monument aux morts | À déterminer                                                     | Langrune-sur-Mer                          | Rue de la Mer, derrière l'église Saint-Martin                                                                                  | | À déterminer    | 49° 19′ 14″ nord, 0° 22′ 24″ ouest | Monument aux morts de Langrune-sur-Mer                                                                                                  |
| Monument aux morts canadiens | À déterminer                                                     | Lasson                                    | À déterminer | | À déterminer    | à géolocaliser                     | Monument aux morts canadiens |
| Monument aux morts | À déterminer                                                     | Le Bény-Bocage                            | À déterminer | | À déterminer    | à géolocaliser                     | Monument aux morts |
| Monument aux morts | Jean Le Gall                                                     | Le Breuil-en-Auge                         | Intersection de la rue Jules-Grun et de la rue de la Gare (RD 264)                                                             | Érigé à l'intersection de la rue André Druelle (RD 579A) et de la RD 263A en 1925. | 2019            | 49° 13′ 49″ nord, 0° 13′ 31″ est   | Monument aux morts du Breuil-en-Auge |
| Monument aux morts | À déterminer                                                     | Le Breuil-en-Bessin                       | À déterminer | | À déterminer    | à géolocaliser                     | Monument aux morts |
| Monument aux morts | À déterminer                                                     | Le Brévedent                              | À déterminer | | À déterminer    | à géolocaliser                     | Monument aux morts |
| Monument aux morts de 1914-1918 | Auguste Maillard                                                 | Le Molay-Littry                           | Dans le parc entre l'église Sainte-Barbe (chapelle de la Mine) et la médiathèque Renée-Duval                                   | | 1921            | 49° 14′ 32″ nord, 0° 52′ 12″ ouest | Image manquante |
| Monument aux 13e et 18e Royal Hussars                                                                                                   | Alain Head                                                       | Le Plessis-Grimoult                       | Sur le mont Pinçon | Commémore les soldats des 13e et 18e Royal Hussars. | 1996            | 48° 58′ 17″ nord, 0° 37′ 51″ ouest | Monument aux 13e et 18e Royal Hussars                                                                                                   |
| Monument aux morts d'Indochine et d'Algérie                                                                                             | À déterminer                                                     | Le Theil-Bocage                           | Dans le cimetière | | À déterminer    | à géolocaliser                     | Monument aux morts d'Indochine et d'Algérie                                                                                             |
| Monument aux morts | À déterminer                                                     | Le Torquesne                              | Dans le cimetière | | À déterminer    | à géolocaliser                     | Image manquante |
| Poilu au repos (monument aux morts) | Copie d'après Étienne Camus                                      | Le Tourneur                               | Dans le cimetière | | À déterminer    | 48° 57′ 51″ nord, 0° 49′ 25″ ouest | Monument aux morts du Tourneur |
| Monument aux morts | À déterminer                                                     | Le Tronquay                               | Dans le cimetière | | À déterminer    | à géolocaliser                     | Monument aux morts |
| Monument aux morts | À déterminer                                                     | Les Authieux-sur-Calonne                  | À déterminer | | À déterminer    | à géolocaliser                     | Monument aux morts |
| Monument aux morts | À déterminer                                                     | Les Loges-Saulces                         | Dans le cimetière | | À déterminer    | à géolocaliser                     | Monument aux morts |
| Monument aux morts | À déterminer                                                     | Les Moutiers-en-Cinglais                  | À déterminer | | À déterminer    | à géolocaliser                     | Monument aux morts |
| Monument aux morts | À déterminer                                                     | Lingèvres                                 | À déterminer | | À déterminer    | à géolocaliser                     | Monument aux morts |
| La Défense du drapeau (d) (monument aux morts)                                                                                          | Copie d'après Aristide Croisy et E. Lecomte, d'après Henri Chapu | Lion-sur-Mer                              | Au bord de la RD 60, à l'intersection de la rue du Docteur-Arthur-Opois et de la rue Bertin, à côté de l'église Saint-Pierre   | | À déterminer    | 49° 18′ 01″ nord, 0° 19′ 02″ ouest | Monument aux morts de Lion-sur-Mer |
| Monument au 41e commando des Royal Marines                                                                                              | À déterminer                                                     | Lion-sur-Mer                              | Au bord de la RD 514 | Commémore les soldats du 41e commando (en) des Royal Marines. | 1994            | 49° 18′ 21″ nord, 0° 19′ 28″ ouest | Monument au 41e commando des Royal Marines                                                                                              |
| Monument aux mobiles (monument aux morts de 1870-1871)                                                                                  | À déterminer                                                     | Lisieux                                   | Dans le cimetière | Érigé par la société patriotique « La Persévérance ». | À déterminer    | à géolocaliser                     | Image manquante |
| Monument aux morts | Georges Armand Vérez                                             | Lisieux                                   | Dans le jardin de l'Évêché | | 1923            | 49° 08′ 53″ nord, 0° 13′ 34″ est   | Monument aux morts de Lisieux |
| Monument aux réseaux de résistants de Lisieux et sa région                                                                              | À déterminer                                                     | Lisieux                                   | Dans le jardin de l'Évêché | | À déterminer    | 49° 08′ 54″ nord, 0° 13′ 35″ est   | Monument aux réseaux de résistants de Lisieux et sa région                                                                              |
| Monument aux agents de la SNCF morts de 1939-1945                                                                                       | À déterminer                                                     | Lisieux                                   | Sur une façade de la gare | | À déterminer    | à géolocaliser                     | Monument aux agents de la SNCF morts de 1939-1945                                                                                       |
| Monument aux morts, | À déterminer                                                     | Livarot                                   | Sur la place de l'Église | | 1921            | 49° 00′ 16″ nord, 0° 09′ 13″ est   | Image manquante |
| Monument aux morts | À déterminer                                                     | Livry                                     | Dans le cimetière, à côté de l'église Notre-Dame                                                                               | | À déterminer    | à géolocaliser                     | Monument aux morts |
| Monument aux morts | À déterminer                                                     | Longraye                                  | Dans le cimetière | | À déterminer    | à géolocaliser                     | Image manquante |
| Monument aux morts | À déterminer                                                     | Longueville                               | À déterminer | | À déterminer    | à géolocaliser                     | Monument aux morts |
| Monument aux morts | À déterminer                                                     | Loucelles                                 | Dans le cimetière | | À déterminer    | à géolocaliser                     | Monument aux morts |
| Monument aux morts | À déterminer                                                     | Louvigny                                  | À déterminer | | À déterminer    | à géolocaliser                     | Image manquante |
| Monument aux morts | À déterminer                                                     | Magny-en-Bessin                           | À déterminer | | À déterminer    | à géolocaliser                     | Monument aux morts |
| Monument aux morts | À déterminer                                                     | Manneville-la-Pipard                      | Dans le cimetière | | À déterminer    | à géolocaliser                     | Monument aux morts |
| Monument aux morts de Martragny et Rucqueville                                                                                          | À déterminer                                                     | Martragny                                 | À déterminer | | À déterminer    | à géolocaliser                     | Monument aux morts de Martragny et Rucqueville                                                                                          |
| Monument aux morts | À déterminer                                                     | Monfréville                               | À côté de l'église Saint-Martin                                                                                                | | À déterminer    | à géolocaliser                     | Monument aux morts |
| Monument aux déportés et fusillés | Alfred Janniot                                                   | Montchamp                                 | Au bord de la RD 290 | | 1953            | 48° 55′ 16″ nord, 0° 45′ 59″ ouest | Image manquante |
| Monument aux morts | À déterminer                                                     | Montchauvet                               | Dans le cimetière | | À déterminer    | à géolocaliser                     | Monument aux morts |
| Monument aux morts | À déterminer                                                     | Monteille                                 | À déterminer | | À déterminer    | à géolocaliser                     | Image manquante |
| Monument aux morts | À déterminer                                                     | Montviette                                | Dans le cimetière | | À déterminer    | à géolocaliser                     | Monument aux morts |
| Monument aux morts | À déterminer                                                     | Moyaux                                    | À côté de l'église Saint-Germain                                                                                               | | À déterminer    | à géolocaliser                     | Monument aux morts |
| Monument aux morts | À déterminer                                                     | Mutrécy                                   | Intersection de la rue de l'Église (RD 257) et de la rue du Pont-du-Coudray (RD 156)                                           | | À déterminer    | 49° 03′ 51″ nord, 0° 25′ 20″ ouest | Monument aux morts de Mutrécy |
| Monument aux morts | À déterminer                                                     | Neuilly-la-Forêt                          | À déterminer | | À déterminer    | à géolocaliser                     | Monument aux morts |
| Monument aux morts | À déterminer                                                     | Norolles                                  | À déterminer | | À déterminer    | à géolocaliser                     | Monument aux morts |
| Monument aux morts | À déterminer                                                     | Orbois                                    | Dans le cimetière, à côté de l'église Saint-Pierre                                                                             | | À déterminer    | à géolocaliser                     | Monument aux morts |
| Monument aux morts | À déterminer                                                     | Osmanville                                | Dans le cimetière | | À déterminer    | à géolocaliser                     | Monument aux morts |
| Monument aux morts | À déterminer                                                     | Ouffières                                 | À déterminer | | À déterminer    | à géolocaliser                     | Monument aux morts |
| Monument aux morts de 1914-1918 | Charles Tardy                                                    | Ouistreham                                | Dans le cimetière | | À déterminer    | à géolocaliser                     | Monument aux morts de 1914-1918 |
| Monument aux morts | Henri Joseph Désiré Bouet                                        | Ouistreham                                | Sur la place Albert-Lemarignier, au bord de l'avenue Michel-Cabieu                                                             | | 1920            | 49° 16′ 34″ nord, 0° 15′ 30″ ouest | Monument aux morts de Ouistreham |
| Monument aux morts | À déterminer                                                     | Ouistreham                                | Dans l'église Saint-Samson | | À déterminer    | à géolocaliser                     | Monument aux morts |
| Monument aux morts en mer | À déterminer                                                     | Ouistreham                                | Sur la place du Général-de-Gaulle                                                                                              | | À déterminer    | 49° 16′ 52″ nord, 0° 14′ 59″ ouest | Monument aux morts en mer de Ouistreham                                                                                                 |
| Poilu mourant au drapeau (monument aux morts)                                                                                           | À déterminer                                                     | Parfouru-l'Éclin                          | Devant l'ancienne école | | À déterminer    | 49° 08′ 19″ nord, 0° 45′ 16″ ouest | Monument aux morts de Parfouru-l'Éclin                                                                                                  |
| Statue de Jeanne d'Arc (monument aux morts)                                                                                             | Copie d'après Adolphe Roberton                                   | Pennedepie                                | Au bord de la RD 62, devant le cimetière et l'église                                                                           | | À déterminer    | 49° 24′ 24″ nord, 0° 10′ 37″ est   | Statue de Jeanne d'Arc (monument aux morts de Pennedepie)                                                                               |
| Monument aux morts | À déterminer                                                     | Périers-en-Auge                           | Sous le fronton de la mairie                                                                                                   | | À déterminer    | à géolocaliser                     | Monument aux morts |
| Monument aux morts | À déterminer                                                     | Pierrefitte-en-Auge                       | À déterminer | | À déterminer    | à géolocaliser                     | Monument aux morts |
| Monument aux morts | À déterminer                                                     | Planquery                                 | À déterminer | | À déterminer    | à géolocaliser                     | Monument aux morts |
| Poilu mourant (monument aux morts) | Copie d'après Jules Déchin                                       | Pleines-Œuvres                            | Dans le cimetière, à côté de l'église Saint-Aubin                                                                              | | À déterminer    | à géolocaliser                     | Poilu mourant (monument aux morts) |
| Monument aux morts d'avant 1914-1918 | À déterminer                                                     | Pont-l'Évêque                             | À déterminer | | À déterminer    | à géolocaliser                     | Monument aux morts d'avant 1914-1918 |
| Monument aux morts de 1870-1871 | À déterminer                                                     | Pont-l'Évêque                             | À déterminer | | À déterminer    | à géolocaliser                     | Monument aux morts de 1870-1871 |
| Monument aux morts de 1914-1918 | Tessier                                                          | Pont-l'Évêque                             | Dans l'église Saint-Michel | | À déterminer    | à géolocaliser                     | Monument aux morts de 1914-1918 |
| Monument aux morts | À déterminer                                                     | Pont-l'Évêque                             | Sur la place du Maréchal-Foch                                                                                                  | Commémore la libération de la ville par la brigade Princesse Irène. | À déterminer    | 49° 17′ 11″ nord, 0° 11′ 15″ est   | Monument aux morts de Pont-l'Évêque |
| Monument aux péris en mer | À déterminer                                                     | Port-en-Bessin-Huppain                    | Sur la jetée intérieure | | À déterminer    | 49° 21′ 01″ nord, 0° 45′ 23″ ouest | Monument aux péris en mer de Port-en-Bessin-Huppain                                                                                     |
| Monument aux morts | À déterminer                                                     | Prêtreville                               | À déterminer | | À déterminer    | à géolocaliser                     | Image manquante |
| Monument aux morts de 1914-1918 | À déterminer                                                     | Putot-en-Auge                             | Dans l'église | Plaque. | À déterminer    | à géolocaliser                     | Image manquante |
| Monument aux morts | À déterminer                                                     | Putot-en-Bessin                           | Dans le cimetière | | À déterminer    | à géolocaliser                     | Image manquante |
| Poilu au repos (monument aux morts) | Copie d'après Étienne Camus                                      | Ranville                                  | Dans le cimetière | | À déterminer    | 49° 13′ 55″ nord, 0° 15′ 29″ ouest | Monument aux morts de Ranville |
| Monument aux morts de 1914-1918 | À déterminer                                                     | Ranville                                  | Dans l'église Notre-Dame-de-l'Assomption                                                                                       | | À déterminer    | à géolocaliser                     | Monument aux morts de 1914-1918 |
| Monument aux morts | À déterminer                                                     | Reviers                                   | À déterminer | | À déterminer    | à géolocaliser                     | Monument aux morts |
| Monument aux morts | À déterminer                                                     | Robehomme                                 | À côté de l'église Notre-Dame-de-la-Nativité                                                                                   | | À déterminer    | à géolocaliser                     | Monument aux morts |
| Monument aux morts | À déterminer                                                     | Rocquancourt                              | À déterminer | | À déterminer    | à géolocaliser                     | Monument aux morts |
| Monument aux morts | À déterminer                                                     | Rosel                                     | À déterminer | | À déterminer    | à géolocaliser                     | Monument aux morts |
| Monument aux morts | À déterminer                                                     | Rots                                      | À déterminer | | À déterminer    | à géolocaliser                     | Monument aux morts |
| Poilu au repos (monument aux morts) | Copie d'après Étienne Camus                                      | Roullours                                 | Dans le cimetière, au bord de la RD 188                                                                                        | | À déterminer    | 48° 49′ 55″ nord, 0° 50′ 17″ ouest | Monument aux morts de Roullours |
| Monument aux morts | À déterminer                                                     | Saint-Aignan-de-Cramesnil                 | Dans l'église Saint-Aignan | Plaque. | À déterminer    | à géolocaliser                     | Image manquante |
| Monument aux morts | À déterminer                                                     | Saint-Aignan-de-Cramesnil                 | À déterminer | | À déterminer    | à géolocaliser                     | Monument aux morts |
| Monument aux soldats du Northamptonshire Yeomanry                                                                                       | À déterminer                                                     | Saint-Aignan-de-Cramesnil                 | À déterminer | Commémore les soldats du Northamptonshire Yeomanry (en) morts le 8 août 1944, au cours de l'opération Totalize. | À déterminer    | à géolocaliser                     | Monument aux soldats du Northamptonshire Yeomanry                                                                                       |
| Monument aux morts | À déterminer                                                     | Saint-André-sur-Orne                      | À déterminer | | À déterminer    | à géolocaliser                     | Image manquante |
| Monument aux morts | À déterminer                                                     | Saint-Aubin-d'Arquenay                    | Dans le cimetière | | À déterminer    | à géolocaliser                     | Monument aux morts |
| Monument aux morts | À déterminer                                                     | Saint-Aubin-sur-Mer                       | À déterminer | | À déterminer    | 49° 19′ 48″ nord, 0° 23′ 16″ ouest | Monument aux morts de Saint-Aubin-sur-Mer                                                                                               |
| Monument aux morts | À déterminer                                                     | Saint-Côme-de-Fresné                      | À déterminer | | À déterminer    | à géolocaliser                     | Monument aux morts |
| Monument aux morts | À déterminer                                                     | Saint-Étienne-la-Thillaye                 | À déterminer | | À déterminer    | à géolocaliser                     | Monument aux morts |
| Monument aux morts | À déterminer                                                     | Saint-Gatien-des-Bois                     | À déterminer | | À déterminer    | à géolocaliser                     | Image manquante |
| Monument aux morts | À déterminer                                                     | Saint-Germain-de-Livet                    | À côté de l'église Saint-Germain                                                                                               | | À déterminer    | à géolocaliser                     | Monument aux morts |
| Monument aux morts | À déterminer                                                     | Saint-Germain-Langot                      | À déterminer | | À déterminer    | à géolocaliser                     | Monument aux morts |
| Monument aux morts | À déterminer                                                     | Saint-Hymer                               | À déterminer | | À déterminer    | à géolocaliser                     | Monument aux morts |
| Monument aux morts | À déterminer                                                     | Saint-Jean-des-Essartiers                 | À déterminer | | À déterminer    | à géolocaliser                     | Monument aux morts |
| Monument aux morts | À déterminer                                                     | Saint-Jouin                               | Dans le cimetière, devant l'église Saint-Jouin                                                                                 | | À déterminer    | à géolocaliser                     | Monument aux morts |
| Monument aux morts | À déterminer                                                     | Saint-Julien-de-Mailloc                   | À déterminer | | À déterminer    | à géolocaliser                     | Monument aux morts |
| Monument aux morts | À déterminer                                                     | Saint-Laurent-sur-Mer                     | À déterminer | | À déterminer    | à géolocaliser                     | Monument aux morts |
| Monument aux morts | À déterminer                                                     | Saint-Louet-sur-Seulles                   | À déterminer | | À déterminer    | à géolocaliser                     | Monument aux morts |
| Le Poilu victorieux (monument aux morts)                                                                                                | Copie d'après Eugène Bénet                                       | Saint-Manvieu-Norrey                      | Rue de l'Oratoire (RD 172), près de l'église Notre-Dame-des-Labours                                                            | | À déterminer    | 49° 11′ 49″ nord, 0° 30′ 51″ ouest | Monument aux morts de Saint-Manvieu-Norrey                                                                                              |
| Monument aux morts canadiens | À déterminer                                                     | Saint-Manvieu-Norrey                      | À déterminer | | 1994            | à géolocaliser                     | Monument aux morts canadiens |
| Monument aux morts | À déterminer                                                     | Saint-Martin-aux-Chartrains               | Dans le cimetière | | À déterminer    | à géolocaliser                     | Monument aux morts |
| Monument aux morts | À déterminer                                                     | Saint-Martin-de-Bienfaite-la-Cressonnière | À déterminer | | À déterminer    | à géolocaliser                     | Monument aux morts |
| Monument aux morts | À déterminer                                                     | Saint-Martin-de-Fontenay                  | À déterminer | | À déterminer    | à géolocaliser                     | Image manquante |
| Victoire ailée avec couronne au-dessus de la tête (monument aux morts)                                                                  | Copie d'après Étienne Camus                                      | Saint-Martin-de-la-Lieue                  | À côté de la mairie | | À déterminer    | à géolocaliser                     | Victoire ailée avec couronne au-dessus de la tête (monument aux morts)                                                                  |
| Monument aux morts | À déterminer                                                     | Saint-Martin-de-Mailloc                   | À déterminer | | À déterminer    | à géolocaliser                     | Monument aux morts |
| Monument aux morts | À déterminer                                                     | Saint-Martin-de-Mailloc                   | À déterminer | | À déterminer    | à géolocaliser                     | Monument aux morts |
| Poilu au repos (monument aux morts) | Copie d'après Étienne Camus                                      | Saint-Ouen-des-Besaces                    | Dans le cimetière | | À déterminer    | à géolocaliser                     | Poilu au repos (monument aux morts) |
| Monument aux morts | À déterminer                                                     | Saint-Pair                                | Dans le cimetière, à côté de l'église Saint-Paterne                                                                            | | À déterminer    | à géolocaliser                     | Monument aux morts |
| Monument aux morts | À déterminer                                                     | Saint-Philbert-des-Champs                 | Dans le cimetière, à côté de l'église Saint-Philbert                                                                           | | À déterminer    | à géolocaliser                     | Monument aux morts |
| Monument aux morts | À déterminer                                                     | Saint-Pierre-Azif                         | Dans le cimetière | | À déterminer    | à géolocaliser                     | Monument aux morts |
| Monument aux morts | À déterminer                                                     | Saint-Pierre-des-Ifs                      | Dans le cimetière | | À déterminer    | à géolocaliser                     | Monument aux morts |
| Monument aux fusillés de juillet 1944                                                                                                   | Gérard Henri Laugeois                                            | Saint-Pierre-du-Jonquet                   | Intersection de la RD 78 et de la RD 80                                                                                        | | 1957            | 49° 10′ 08″ nord, 0° 07′ 27″ ouest | Image manquante |
| Monument aux morts | Henri Joseph Désiré Bouet et Oscar-Ferdinand D'Haëse             | Saint-Pierre-sur-Dives                    | Sur la place du Maréchal-Foch                                                                                                  | | 1921            | 49° 01′ 07″ nord, 0° 02′ 00″ ouest | Image manquante |
| Monument aux morts de 1914-1918 | À déterminer                                                     | Saint-Pierre-sur-Dives                    | Dans l'église abbatiale Notre-Dame                                                                                             | Plaque. | À déterminer    | à géolocaliser                     | Image manquante |
| Monument aux morts | À déterminer                                                     | Saint-Samson                              | À déterminer | | À déterminer    | à géolocaliser                     | Monument aux morts |
| Monument aux morts de 1939-1945 | À déterminer                                                     | Saint-Samson                              | Dans l'église Saint-Samson | | À déterminer    | à géolocaliser                     | Monument aux morts de 1939-1945 |
| Monument aux morts de 1914-1918 | À déterminer                                                     | Saint-Sever                               | Intersection de la rue de la Gare (RD 77) et de la rue du Stade (RD 308)                                                       | | À déterminer    | 48° 50′ 26″ nord, 1° 02′ 55″ ouest | Image manquante |
| Monument aux morts | À déterminer                                                     | Saint-Vaast-en-Auge                       | À déterminer | | À déterminer    | à géolocaliser                     | Monument aux morts |
| Monument aux morts de 1914-1918 | Henri Joseph Désiré Bouet et Oscar-Ferdinand D'Haëse             | Saint-Vaast-sur-Seulles                   | Dans l'église Saint-Vaast | | À déterminer    | à géolocaliser                     | Monument aux morts de 1914-1918 |
| Monument aux morts | À déterminer                                                     | Saint-Vaast-sur-Seulles                   | À déterminer | | À déterminer    | à géolocaliser                     | Monument aux morts |
| Monument aux morts | À déterminer                                                     | Saint-Vigor-le-Grand                      | Dans le cimetière, à côté de l'église Saint-Vigor                                                                              | | À déterminer    | à géolocaliser                     | Monument aux morts |
| Le Poilu victorieux (monument aux morts)                                                                                                | Copie d'après Eugène Bénet                                       | Sainte-Marguerite-de-Viette               | Au bord de la RD 4, en face de la mairie                                                                                       | | À déterminer    | 49° 00′ 43″ nord, 0° 05′ 19″ est   | Image manquante |
| Monument aux morts de Sannerville, Touffréville et Banneville-la-Campagne                                                               | À déterminer                                                     | Sannerville                               | Devant la Poste | | À déterminer    | à géolocaliser                     | Image manquante |
| Poilu au repos (monument aux morts) | Copie d'après Étienne Camus                                      | Sassy                                     | Intersection de la rue du Lavoir (RD 251) et de la rue de Mairie, en face de la mairie                                         | | À déterminer    | 48° 59′ 03″ nord, 0° 08′ 17″ ouest | Image manquante |
| Monument aux morts | À déterminer                                                     | Sept-Vents                                | Dans le cimetière | | À déterminer    | à géolocaliser                     | Monument aux morts |
| Monument aux morts | À déterminer                                                     | Soliers                                   | RD 230, devant la mairie | | À déterminer    | à géolocaliser                     | Monument aux morts |
| Monument aux morts | À déterminer                                                     | Soulangy                                  | Dans le cimetière | | À déterminer    | à géolocaliser                     | Monument aux morts |
| Monument aux morts | À déterminer                                                     | Subles                                    | Dans le cimetière, à côté de l'église Saint-Martin                                                                             | | À déterminer    | à géolocaliser                     | Monument aux morts |
| Monument aux morts | À déterminer                                                     | Surville                                  | À côté de l'église Saint-Martin                                                                                                | | À déterminer    | à géolocaliser                     | Monument aux morts |
| Monument aux morts | À déterminer                                                     | Tailleville                               | À déterminer | | À déterminer    | à géolocaliser                     | Monument aux morts |
| Monument aux morts | À déterminer                                                     | Tilly-sur-Seulles                         | À déterminer | | À déterminer    | à géolocaliser                     | Monument aux morts |
| Monument aux morts | À déterminer                                                     | Tordouet                                  | À déterminer | | À déterminer    | à géolocaliser                     | Monument aux morts |
| Monument aux morts | À déterminer                                                     | Touffréville                              | Sur une façade de l'église Saint-Pierre                                                                                        | | À déterminer    | à géolocaliser                     | Monument aux morts |
| Monument aux morts | À déterminer                                                     | Tour-en-Bessin                            | À côté de l'église Saint-Pierre                                                                                                | | À déterminer    | à géolocaliser                     | Monument aux morts |
| Monument aux morts | À déterminer                                                     | Tour-en-Bessin                            | Dans l'église Saint-Pierre | | À déterminer    | à géolocaliser                     | Monument aux morts |
| Monument aux morts | À déterminer                                                     | Tournières                                | Dans le cimetière | | À déterminer    | à géolocaliser                     | Image manquante |
| Monument aux morts | À déterminer                                                     | Tracy-Bocage                              | À déterminer | | À déterminer    | à géolocaliser                     | Monument aux morts |
| Monument aux morts | À déterminer                                                     | Tracy-sur-Mer                             | Dans le cimetière | | À déterminer    | à géolocaliser                     | Image manquante |
| Monument aux morts | Edmond de Laheudrie                                              | Trévières                                 | À déterminer | Endommagé par un obus en 1944. | 1921            | 49° 18′ 33″ nord, 0° 54′ 10″ ouest | Monument aux morts de Trévières |
| Le Poilu victorieux (monument aux morts)                                                                                                | Copie d'après Eugène Bénet                                       | Troarn                                    | Sur la place Paul-Quellec, devant l'office de tourisme                                                                         | | À déterminer    | 49° 10′ 56″ nord, 0° 10′ 56″ ouest | Monument aux morts de Troarn |
| Monument aux morts | À déterminer                                                     | Trois-Monts                               | À déterminer | | À déterminer    | à géolocaliser                     | Monument aux morts |
| Monument aux morts | Eugène Piron                                                     | Trouville-sur-Mer                         | Intersection du boulevard Fernand-Moureaux et de la rue de l'Amiral-de-Maigret, devant la mairie                               | | 1922            | 49° 21′ 56″ nord, 0° 04′ 53″ est   | Monument aux morts de Trouville-sur-Mer                                                                                                 |
| Monument aux morts | À déterminer                                                     | Trouville-sur-Mer                         | Dans l'église Notre-Dame-des-Victoires                                                                                         | | À déterminer    | à géolocaliser                     | Monument aux morts |
| Monument aux morts | À déterminer                                                     | Trungy                                    | À déterminer | | À déterminer    | à géolocaliser                     | Monument aux morts |
| Monument aux morts | À déterminer                                                     | Thury-Harcourt                            | À côté de l'église Saint-Sauveur                                                                                               | | À déterminer    | à géolocaliser                     | Monument aux morts |
| Monument aux morts | Henri Joseph Désiré Bouet et Oscar-Ferdinand D'Haëse             | Urville                                   | Sur la place de la Mare | | À déterminer    | 49° 01′ 34″ nord, 0° 17′ 41″ ouest | Image manquante |
| Monument aux morts | À déterminer                                                     | Varaville                                 | Dans le cimetière | | À déterminer    | 49° 15′ 14″ nord, 0° 09′ 31″ ouest | Monument aux morts de Varaville |
| Monument aux morts | À déterminer                                                     | Vaubadon                                  | Dans le cimetière | | À déterminer    | à géolocaliser                     | Monument aux morts |
| Monument aux morts | À déterminer                                                     | Ver-sur-Mer                               | Dans l'église Saint-Martin | | À déterminer    | à géolocaliser                     | Monument aux morts |
| Monument aux morts | À déterminer                                                     | Ver-sur-Mer                               | Intersection de l'avenue Paul-Poret et de la rue de la 8e-Armée (RD 112), près de la Poste                                     | | À déterminer    | 49° 20′ 08″ nord, 0° 31′ 37″ ouest | Monument aux morts de Ver-sur-Mer |
| Monument aux victimes civiles du 6 juin 1944                                                                                            | À déterminer                                                     | Ver-sur-Mer                               | À déterminer | | À déterminer    | à géolocaliser                     | Monument aux victimes civiles du 6 juin 1944                                                                                            |
| Monument aux soldats des États-unis morts en 1944                                                                                       | À déterminer                                                     | Ver-sur-Mer                               | Dans l'église Saint-Martin | | À déterminer    | à géolocaliser                     | Monument aux soldats des États-unis morts en 1944                                                                                       |
| Monument aux morts civils de 1939-1945                                                                                                  | À déterminer                                                     | Versainville                              | À déterminer | | À déterminer    | à géolocaliser                     | Monument aux morts civils de 1939-1945                                                                                                  |
| Monument aux morts de 1914-1918 | À déterminer                                                     | Verson                                    | Dans l'église Saint-Germain | Plaque. | À déterminer    | à géolocaliser                     | Image manquante |
| Monument aux morts | À déterminer                                                     | Verson                                    | À déterminer | | À déterminer    | à géolocaliser                     | Monument aux morts |
| Monument aux morts | Charles Tardy                                                    | Victot-Pontfol                            | RD 49 | | 1922            | à géolocaliser                     | Image manquante |
| Monument au 116e régiment d'infanterie                                                                                                  | Copie d'après Jim Brothers (en) par Yannec Tomada                | Vierville-sur-Mer                         | Au bord de la rue de la Percée                                                                                                 | L'original fait partie du National D-Day Memorial (en), situé à Bedford en Virginie. Commémore les soldats du 116e régiment d'infanterie de la 29e division d'infanterie.                                                    | À déterminer    | 49° 22′ 45″ nord, 0° 54′ 11″ ouest | Monument au 116e régiment d'infanterie de Vierville-sur-Mer                                                                             |
| Monument aux morts | À déterminer                                                     | Vieux                                     | Dans le cimetière | | À déterminer    | à géolocaliser                     | Monument aux morts |
| Monument aux morts | À déterminer                                                     | Vieux-Pont-en-Auge                        | Dans le cimetière | | À déterminer    | à géolocaliser                     | Image manquante |
| Monument aux morts de 1914-1918 | À déterminer                                                     | Villers-Bocage                            | À déterminer | Très endommagé par les bombardements de 1944. | À déterminer    | à géolocaliser                     | Image manquante |
| Monument aux morts de 1914-1918 | À déterminer                                                     | Villers-sur-Mer                           | Dans l'église Saint-Martin | | À déterminer    | à géolocaliser                     | Monument aux morts de 1914-1918 |
| La Défense du drapeau (d) et le Fusilier marin (monument aux morts)                                                                     | Copie d'après Aristide Croisy                                    | Villers-sur-Mer                           | Rue de l'Église | | À déterminer    | à géolocaliser                     | Image manquante |
| Monument aux morts | À déterminer                                                     | Villiers-le-Sec                           | Route de Courseulles (RD 12)                                                                                                   | | À déterminer    | à géolocaliser                     | Image manquante |
| Monument aux morts | À déterminer                                                     | Villerville                               | À déterminer | | À déterminer    | à géolocaliser                     | Monument aux morts |
| Monument aux morts | À déterminer                                                     | Villons-les-Buissons                      | Dans le cimetière | | À déterminer    | à géolocaliser                     | Monument aux morts |
| Monument aux morts | À déterminer                                                     | Vouilly                                   | Dans le cimetière | | À déterminer    | à géolocaliser                     | Monument aux morts |

## Monuments disparus ou retirés
| Œuvre                                                                          | Auteur        | Commune | Localisation                                                                          | Notes | Installation | Coordonnées    | Illustration |
| ------------------------------------------------------------------------------ | ------------- | ------- | ------------------------------------------------------------------------------------- | --- | ------------ | -------------- | --- |
| Monument à la mémoire des enfants du Calvados morts pour la patrie, 1870-1871, | Arthur Le Duc | Caen    | Sur la place Alexandre III, renommée depuis place du 36e régiment d'infanterie        | Très endommagé par les bombardements de 1944, ses restes sont conservés dans les réserves du musée de Normandie. Les trois bas-reliefs sont exposés en 1976 dans la cour de l'hôtel d'Escoville. | 1889         | à géolocaliser | Monument à la mémoire des enfants du Calvados morts pour la patrie, 1870-1871« Monument aux enfants du Calvados tués à l'ennemi pendant la guerre de 1870-1871 ou Monument des Mobiles du Calvados à Caen », sur À nos grands hommes,« Monument à la mémoire des enfants du Calvados morts pour la patrie, 1870-1871 à Caen », sur e-monumen |
| Monument aux morts de 1914-1918                                                | Robert Douin  | Caen    | Dans l'enceinte du château, près de la salle de l'Échiquier et de la caserne Lefebvre | Détruit par les bombardements de 1944. | 1938         | à géolocaliser | Image manquante |
| Monument aux morts                                                             | À déterminer  | Évrecy  | À déterminer                                                                          | Détruit par les bombardements du 15 juin 1944. | À déterminer | à géolocaliser | Image manquante |